# Thryssa malabarica
Thryssa malabarica är en fiskart som först beskrevs av Bloch, 1795.  Thryssa malabarica ingår i släktet Thryssa och familjen Engraulidae. Inga underarter finns listade i Catalogue of Life.